# 多夫哈赫雷布利亚 (基辅州)
50°10′34″N 31°30′42″E / 50.17611°N 31.51167°E
多夫哈赫雷布利亞（烏克蘭語：Довга Гребля），2016年前称列宁内（烏克蘭語：Леніне），是位於烏克蘭北部的村莊，由基辅州鲍里斯皮尔区的佩雷亞斯拉夫市鎮負責管轄。該村始建於1787年，面積0.09平方公里，海拔高度100米，2024年人口5，人口密度每平方公里222.2人。